# توبياس إيبرهارد
توبياس إيبرهارد (بالألمانية: Tobias Eberhard) هو متسابق بياثل نمساوي، ولد في 12 يناير 1985 في سالفيلدن في النمسا.

## وصلات خارجية
- توبياس إيبرهارد على موقع IBU (الإنجليزية)
- توبياس إيبرهارد على موقع الاتحاد الدولي للتزلج (التزلج الريفي) (الإنجليزية)
- توبياس إيبرهارد على موقع أوليمبيديا (الإنجليزية)